# Stephan Hebel

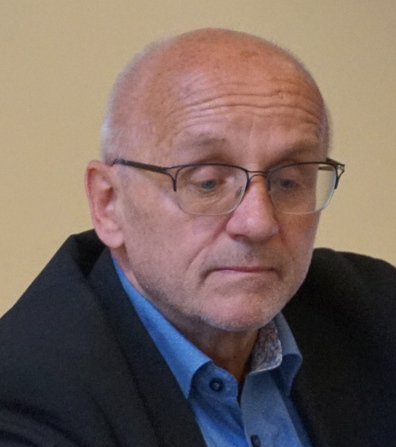
Stephan Hebel, 2022

Stephan Hebel (* 1956 in Frankfurt am Main) ist ein deutscher Journalist, Redakteur und Autor der Frankfurter Rundschau und Publizist.

## Leben
Hebel studierte Germanistik und Lateinamerikanistik an der Goethe-Universität Frankfurt am Main. Nach einem Volontariat wurde er 1986 Redakteur der Frankfurter Rundschau, später stellvertretender Leiter der Nachrichtenredaktion.
Von 1994 bis 1998 war er Berlin-Korrespondent. Zurück in der Zentralredaktion wurde er kommissarischer Leiter des Ressorts Politik/Seite 3, 2002 stellvertretender Chefredakteur und 2006 Textchef.
Er schreibt auch für Deutschlandradio, Freitag, Publik-Forum und weitere Medien.
Seit 2011 ist er als Publizist zu sozialpolitischen Themen tätig. 2019 veröffentlichte er sein drittes Buch über Angela Merkels Kanzlerschaft.
Hebel ist öfters Gast im Presseclub des WDR und ständiges Mitglied in der Jury für das Unwort des Jahres.

## Publikationen

### Mutter Blamage (2013)
Heribert Prantl (Süddeutsche Zeitung) findet den Grundgedanken Hebels „nicht ungeschickt“, Angela Merkel als Hohepriesterin der Heilslehre des Neoliberalismus zu entlarven, der ihre „heimliche Agenda“ sei. Diese steile These werde aber nicht ausreichend belegt, seine Unterstellung der verschleierten Ideologie sei selbst (verschwörungs-)ideologisch. Merkel ist für Prantl allenfalls „eine Ideologin des Nichtideologischen“:
Ihr Kennzeichen ist die politische Unterzuckerung, ihr Vorrat an Überzeugungen ist gering. Das Faszinierende an ihr ist etwas, das auch schon an ihrem Vorgänger Gerhard Schröder fasziniert hat. Man kann es – je nach Perspektive des Betrachters – Ideologiefreiheit, Überzeugungslosigkeit, Pragmatismus oder Opportunismus nennen. Anders als ihr Vorgänger macht sie aber nicht so viel Gewese darum, sie lässt nicht die Weihrauchfässer schwingen, sie trumpft nicht auf, sie pflegt die Bescheidenheit.
Ihre vage Wertorientierung und Freiheitsrhetorik wirken nach Prantl eher dürftig und blamabel, das sei aber das Leiden der CDU allgemein, dass sie keinen programmatischen Kern und keine Botschaft mehr habe. In den Großstädten habe die CDU den Bezug zur Lebenswirklichkeit der Menschen verloren, Angela Merkel bewege sich geschickt in anderen Sphären, die aber nicht die Welt der Bürger seien. Prantl befürchtet daher nach ihrem Abgang eine „Ödnis“, vergleichbar der nach Schröders Rücktritt.
Karl-Rudolf Korte (FAZ) sieht das Werk Hebels als kalkulierte polemische Großabrechnung. Er überziehe seine berechtigte Kritik und habe ein antiquiertes Verständnis von Politik, da er nicht beachte, dass „das Paradigma der Plötzlichkeit (...) den Alltag der Politik (markiert)“. „Angela Merkel scheint ein Prototyp zu sein, mit dieser Form des Regierens unter Bedingungen von globalisiertem Governance umzugehen. Ruhige Stärke und forcierte Passivität charakterisieren ihr Politikmanagement.“ Diese Einsicht findet Korte in der „teilnehmend beobachtende(n)“ analytischen Biographie von Stephan Kornelius, für den Angela Merkel ein „postpolitischer Typ“ sei, da sie Ideologie nicht zum Maßstab ihrer Macht mache und nur „inhaltliche Gefolgschaft“ verlange.

### Deutschland im Tiefschlaf (2014)
Das Beachtlichste an Hebels faktenreicher Publikation ist für Rudolf Walther (Süddeutsche Zeitung), dass er auch die Medien verantwortlich für die politische Misere mache. Die Medien seien dabei, ihre Rolle als Werkzeug zur Herstellung einer demokratischen Öffentlichkeit zu verspielen. Hebel zeige das an vielen Beispielen der Boulevardisierung mittels Personalisierung und Skandalisierung und kritisiere ideologische Gleichrichtung und kritiklose Akzeptanz. Die Forderung nach einer „Demokratisierung der Demokratie“ wirkt auf Walter gesellschaftlich schwach fundiert, die berechtigte Kritik an „großkalibrigen Kampfparolen“ der großen Koalition falle in abgeschwächter Form auf Hebels Kritik der „Konservativen“ und „Neoliberalen“ selbst zurück.

### Gute-Macht-Geschichten (2016)
In diesem kleinen „Mythen-Lexikon“ wollen Hebel und Daniel Baumann erkennbar machen, welche geheimen Absichten und Machtverhältnisse sich hinter den Euphemismen des politischen Neusprech verbergen. Politiker reden „in einer Art Ikea-Sprache: jede Floskel ein vorgefertigter Bausatz.“ Der Leser soll lernen, die Codes der Macht in der „Lingua Blablativa“ (Niklas Luhmann) zu durchschauen, die nicht nur einen Nebelschleier vor der Ideologie bildet, sondern auch die Vorstellung von der Wirklichkeit verändert und formt, wie Hebel im Anschluss an Bourdieu, Greiffenhagen und Eppler ausführt. Er zitiert Nietzsche: „Es genügt, neue Namen und Schätzungen und Wahrscheinlichkeiten zu schaffen, um auf die Länge hin neue ‚Dinge‘ zu schaffen.“ Themen der Gute-Macht-Geschichten sind etwa Flexibilisierung, demografische Katastrophe, Schwarze Null, Sozial Schwache, Senkung der Lohnnebenkosten und Bürokratieabbau.

### Mutter Blamage und die Brandstifter (2017)
Die Rezension des Vorwärts findet in der anlässlich der Wahl aktualisierenden Fortsetzung von Hebels Merkel-Buch von 2013 gute Gründe, Martin Schulz zu wählen, der eine Rot-Rot-Grüne Koalition bilden könne. Hebel versucht dem Image der Bundeskanzlerin die Fakten ihrer Regierungstätigkeit und Alternativen entgegenstellen.

### Merkel. Bilanz und Erbe einer Kanzlerschaft (2019)
Hebels fordert eine linke Alternative zur Bewältigung der antidemokratischen rassistischen Tendenzen von rechts, die Merkels Politik ungewollt verursacht habe. Der scheinbar alternativlose „Biedermeier-Kapitalismus“ Merkels habe dringend notwendige Reformen verweigert, in Wohnungspolitik, Verkehrspolitik, bei der Umverteilung, und habe konfliktscheu die Konfrontation mit Spitzenverdienern, Vermögensbesitzern, Unternehmern und deren Lobbyverbänden vermieden.
Mit Richard Sennett sieht er die Wurzeln des Rechtspopulismus in der „Lust auf autoritäre Lösungen“, die Merkel mit ihrer „Demobilisierungsstrategie“ erzeugt habe, die in einem Moment scheitern musste, als eine Entscheidung unausweichlich war. Daher sieht Hebel in der Nicht-Schließung der Grenze durch Angela Merkel am Anfang der Flüchtlingskrise im September 2015 den Auslöser ihres Niedergangs. Sie habe nicht gesehen, dass ein politischer Neuaufbruch nötig gewesen sei, um die globalen Probleme anzugehen, die die Flüchtlingskrise verursachten.
Der humanistische Slogan „Wir schaffen das“ hätte über die verordnete Willkommenskultur hinaus „durchbuchstabiert“ werden müssen: durch Entlastung der Ankunftsländer, Solidarität und Rücksicht auf ihre wirtschaftliche Lage, Unterstützung der Kommunen, Erleichterung des Einwanderer-Status auch für Asylanten; durch ein staatliches Investitionsprogramm im sozialen Wohnungsbau, Erhebung von Steuern auf hohe Einkommen und Vermögen, Verbot von Rüstungsexporten, Bekämpfung des Klimawandels als Migrationsursache, einen Ausgleich mit Russland in Syrien und Verzicht auf Freihandelsabkommen mit Afrika.
Trotz ihrer Erfolge in den Bereichen Familienpolitik, Aussetzung der Wehrpflicht, Atomausstieg und „Ehe für alle“ habe Merkel die Spaltung in der Gesellschaft vertieft, insofern die „marktkonforme Demokratie“ Leitbild ihrer Politik geblieben sei und so zur materiellen Spaltung und zur Verachtung der Eliten beigetragen habe.
Rainer Volk (SWR) urteilt, Hebels Buch sei kein Pamphlet, sondern eine „umstandslose Darlegung der Defizite und Bruchstellen einer Regierungsära“. Er ordnet Hebel einem dezidiert linken, aber nicht parteiprogrammatischen Standpunkt zu. Er betont seinen Ansatz beim politischen Stil Merkels: Dieser habe Deutschland entpolitisiert „und damit blind gemacht habe für einen potenziell anderen Weg.“ Alternativen links von Merkel seien nicht mehr diskutiert worden, auch aufgrund der Konformität von SPD und Grünen, die über politisch immer notwendige Kompromisse hinausgingen. Volk bemängelt die skizzenhafte und Russlands Rolle fragwürdig darstellende Behandlung der Außenpolitik, findet aber, Hebel finde den Bogen, wenn er am Ende munter dazu aufrufe, der „asymmetrischen Demobilisierung der Wähler entgegenzutreten, auf die Angela Merkels Politik der Mitte-Beschwörung hinauslief“.

## Privates
Hebel ist mit der Schriftstellerin Tanja Kokoska verheiratet.

## Bibliografie
Als Autor:
- mit Wolfgang Kessler: Zukunft sozial. Wegweiser zu mehr Gerechtigkeit. Publik-Forum, Oberursel 2004, ISBN 3-88095-137-3.
- mit Wolfgang Kessler und Wolfgang Storz: Wider die herrschende Leere. Neue Perspektiven für Politik und Wirtschaft. Publik-Forum, Oberursel 2005, ISBN 3-88095-148-9.
- Mutter Blamage. Warum die Nation Angela Merkel und ihre Politik nicht braucht. Westend, Frankfurt am Main 2013, ISBN 978-3-86489-021-5.
- Deutschland im Tiefschlaf. Wie wir unsere Zukunft verspielen. Westend, Frankfurt am Main 2014, ISBN 978-3-86489-067-3.
- mit Daniel Baumann: Gute-Macht-Geschichten. Politische Propaganda und wie wir sie durchschauen können. Westend, Frankfurt am Main 2016, ISBN 978-3-86489-126-7.
- Sehr geehrter AfD-Wähler, wählen Sie sich nicht unglücklich! Ein Brandbrief. Westend, Frankfurt am Main 2016, ISBN 978-3-86489-170-0.
- Mutter Blamage und die Brandstifter. Das Versagen der Angela Merkel – warum Deutschland eine echte Alternative braucht. Westend, Frankfurt am Main 2017, ISBN 978-3-86489-162-5.
- Merkel. Bilanz und Erbe einer Kanzlerschaft. Westend, Frankfurt am Main 2018, ISBN 978-3-86489-254-7.

Als Herausgeber:
- Alltag in Trümmern. Zeitzeugen berichten über das Kriegsende 1945. Aufbau, Berlin 2005, ISBN 3-7466-8139-1.
- Macht’s besser. Die Welt verändern und das Leben genießen. Publik-Forum, Oberursel 2007, ISBN 978-3-88095-162-4.
- Gregor Gysi: Ausstieg links? Eine Bilanz. Westend, Frankfurt am Main 2015, ISBN 978-3-86489-116-8.